# Jerseykvæg
Jersey kvæg er krydsninger af malkekvæg. Kvæget stammer oprindeligt fra kanaløen Jersey. Jersey kvæg er populært pg.a. mælkens høje fedtindhold og pg.a. kvægets lavere foderforbrug. Det lavere foderforbrug skyldes bl.a. lavere kropsvægt og genetisk disponering. Jersey køer vejer 400 - 500 kg.

## Danmark
I Danmark benyttes Jersey kvæg som malkekvæg. Kvægracen Dansk Jersey er den næstmest udbredte kvægrace i Danmark.